# Skirö socken
Skirö socken i Småland ingick i Östra härad, ingår sedan 1971 i Vetlanda kommun i Jönköpings län och motsvarar från 2016 Skirö distrikt.
Socknens areal är 58,37 kvadratkilometer, varav land 49,30. År 2000 fanns här 305 invånare. Kyrkbyn Skirö med sockenkyrkan Skirö kyrka ligger i socknen.

## Administrativ historik
Skirö socken har medeltida ursprung.
Vid kommunreformen 1862 övergick socknens ansvar för de kyrkliga frågorna till Skirö församling och för de borgerliga frågorna till Skirö landskommun. Landskommunen inkorporerades 1952 i Nye landskommun och uppgick sedan 1971 i Vetlanda kommun. Församlingen uppgick 2010 i Alseda församling.
1 januari 2016 inrättades distriktet Skirö, med samma omfattning som församlingen hade 1999/2000. 
Socknen har tillhört samma fögderier och domsagor som Östra härad. De indelta soldaterna tillhörde Kalmar regemente, Vedbo härads kompani, och Smålands grenadjärkår, Östra härads kompani.

## Geografi
Skirö socken ligger kring Övrasjön, Skirösjön och Saljen. Socknen är en kuperad skogsbygd med småsjöar.
Skiröbygden brukar kallas för "Smålands trädgård". I Skirö ligger Götsboda grotta och många stora gårdar bland annat Wallby säteri, Gölberga, Skönberga, Karintorp och Rudu.

## Fornlämningar
Några gravrösen från bronsåldern med fem hällkistor finns här.

## Namnet
Namnet (1278 Skire), taget från kyrkbyn, är det ursprungliga namnet på den näraliggande sjön där skir betyder klar, genomskinlig.

### Fotnoter
1. 1 2 3  Svensk Uppslagsbok andra upplagan 1947–1955: Skirö socken
2. 1 2  Harlén, Hans; Harlén Eivy (2003). Sverige från A till Ö: geografisk-historisk uppslagsbok. Stockholm: Kommentus. Libris 9337075. ISBN 91-7345-139-8
3. ↑  ”Församlingar”. Statistiska centralbyrån. https://www.scb.se/hitta-statistik/regional-statistik-och-kartor/regionala-indelningar/forsamlingar/. Läst 30 december 2022.
4. ↑  Administrativ historik för Skirö socken (Klicka på församlingsposten). Källa: Nationella arkivdatabasen, Riksarkivet.
5. ↑  Indelta soldater, torp och rotar i Jönköpings län Arkiverad 24 januari 2012 hämtat från the Wayback Machine. Jönköpingsbygdens Genealogiska Förening
6. 1 2  Sjögren, Otto (1931). Sverige geografisk beskrivning del 2 Östergötlands, Jönköpings, Kronobergs, Kalmar och Gotlands län. Stockholm: Wahlström & Widstrand. Libris 9939
7. 1 2 3  Nationalencyklopedin
8. ↑  Fornlämningar, Statens historiska museum: Skirö socken
9. ↑  Fornminnesregistret, Riksantikvarieämbetet: Skirö socken Fornminnen i socknen erhålls på kartan genom att skriva in sockennamn (utan "socken") i "Ange geografiskt område"